# Józef Łepkowski

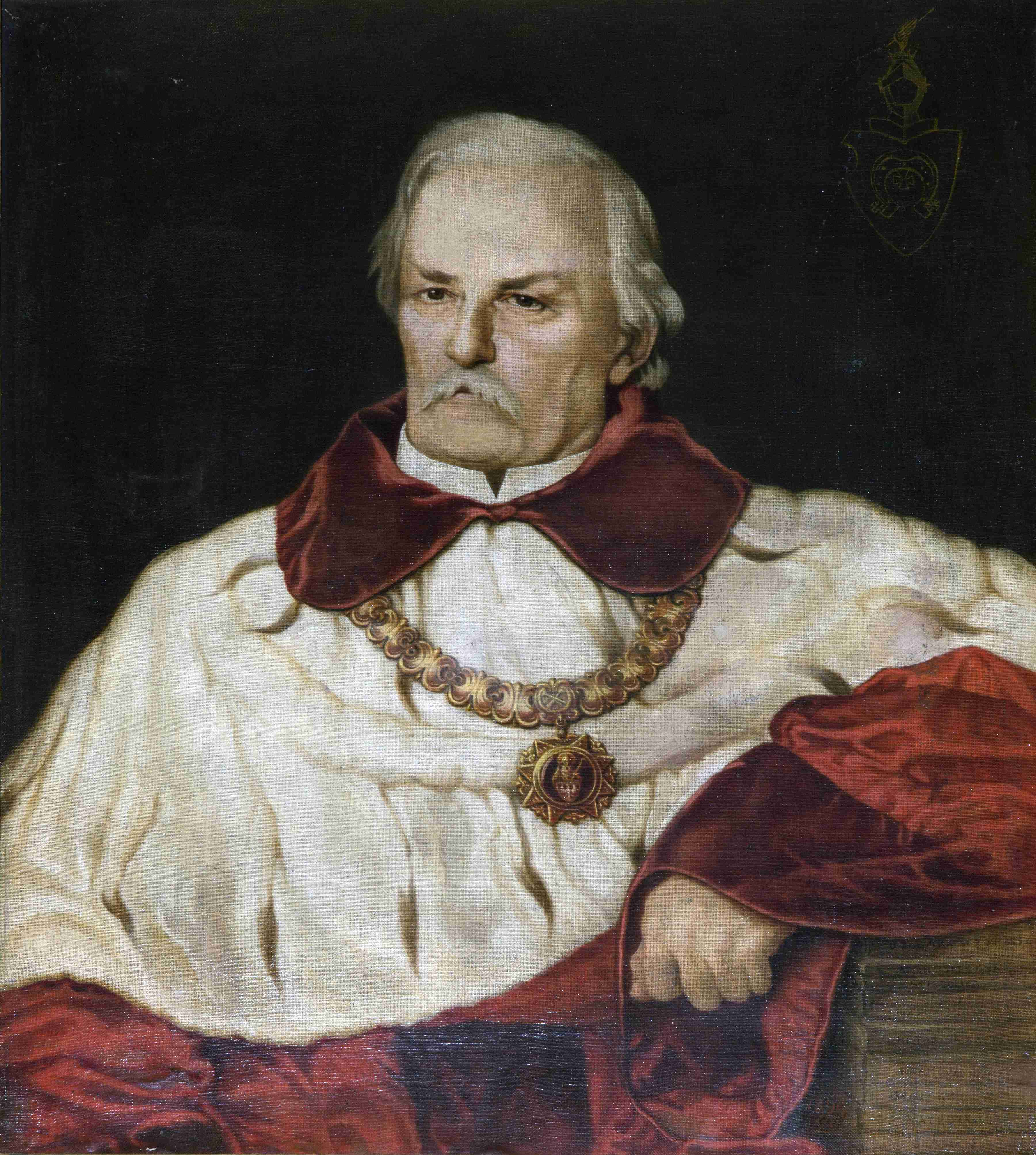
Portret Józefa Łepkowskiego jako rektora pędzla jego brata, Ludwika, z 1894 r. (ze zbiorów Muzeum Uniwersytetu Jagiellońskiego)

Józef Aleksander Łepkowski herbu Dąbrowa (ur. 4 lipca 1826 w Krakowie, zm. 27 lutego 1894 tamże) – polski archeolog i historyk, encyklopedysta, filozof, działacz społeczny, rektor Uniwersytetu Jagiellońskiego, poseł wirylista w 1885 w czasie trwania V kadencji Sejmu Krajowego Galicji.
Przeszedł do historii polskiej archeologii jako pierwszy profesor tej dziedziny nauki w pierwszej na ziemiach polskich katedrze archeologii na Uniwersytecie Jagiellońskim. Jednak całkowity wkład naukowy tego badacza w wiedzę o prehistorii był zdecydowanie szerszy niż sama działalność uniwersytecka, można wręcz stwierdzić, że oddał on większą część własnego życia swojej pasji, którą była działalność naukowa w zakresie archeologii.

## Życiorys
Łepkowski wychował się w zubożałej rodzinie szlacheckiej, aczkolwiek udało mu się uzyskać należyte wykształcenie. Jego młodszym bratem był Ludwik Łepkowski, malarz i rysownik. Jego synem był lekarz stomatolog Wincenty Łepkowski. Od 1839 do 1843 roku uczył się w Gimnazjum św. Anny w Krakowie, gdzie uzyskał świadectwo dojrzałości. W tym samym roku rozpoczął studia na wydziale Filozoficznym na Uniwersytecie Jagiellońskim. W tym okresie ukazywały się jego pierwsze publikacje. W latach 1845–46 w wielkopolskim „Przyjacielu Ludu” ukazywały się jego artykuły o zabytkach Krakowa. W latach 1847–1849,
przy współpracy ze znanym miłośnikiem pamiątek przeszłości, Ambrożym Grabowskim, wydał siedem zeszytów „Starożytności i pomników Krakowa”. Z powodu problemów finansowych w ramach poszukiwania pracy, zajmował się przez krótki okres weterynarią. Następnie podjął próby pracy dziennikarskiej na co wpływ miała napięta sytuacja polityczna związana z rokiem 1848. Pracował przy tworzeniu wielu ówczesnych czasopism, początkowo pisał dla „Jutrzenki”, po czym przez pewien czas wydawał „Gazetke”. Ponadto, przed końcem 1848 roku przeniósł się do Bytomia gdzie wspierał działania narodowowyzwoleńcze, m.in. pracował dla „Dziennika Górnoszląskiego” i był współzałożycielem „Towarzystwa pracujących dla oświaty ludu górnoszląskiego”, co więcej wspierał walkę o równouprawnienie języka polskiego w szkolnictwie i administracji. Podczas pobytu na Śląsku Józef Łepkowski, zapoznał się z kulturą i historią tego regionu, wydawał wiele publikacji w całej Polsce, które miały na celu zwrócenie uwagi na tę dzielnicę.
W roku 1849 władze pruskie za działalność polonizacyjną zmusiły Łepkowskiego do opuszczenia tego regionu, wtedy badacz wrócił do Krakowa, gdzie został powołany na członka Miejskiej Komisji rewindykującej tytuły własności dla majątku miasta. Był to również czas kiedy to Józef Łepkowski na nowo zaczął zajmować się ochroną zabytków oraz szeroko pojętym krajoznawstwem. Zaraz po przyjeździe do Krakowa razem z Józefem Jerzmanowskim penetrował okolice Krosna oraz Jasła. W następnych latach zwiedzał kolejne regiony Galicji, w tym Tatry, spostrzeżenia z tych wypraw publikując systematycznie w różnych periodykach.
W 1850 r. w Krakowie ukazała się jego rozprawa pt. „Kalwaria Zebrzydowska i jej okolice pod względem dziejowym i archeologicznym”. W tym samym roku architekt miejski Karol Kremer w ramach „Towarzystwa naukowego” powołał wydział archeologiczny, którego skład wszedł m.in. Józef Łepkowski. Rok 1850 był również ważny, ponieważ wybuchł wtedy w Krakowie wielki pożar, doprowadzając do zniszczenia cennych zabytków miasta, wydarzenie to miało niemały wpływ na dalszą naukową działalność badacza w ramach ich ochrony, publikował on wtedy rozprawy o zabytkach Krakowa w czasopismach krakowskich, lwowskich, warszawskich i wileńskich. Rok później Łepkowski został mianowany przewodniczącym Komisji Restauracji Pomników i zaproponował Towarzystwu Naukowemu wykonanie mapy archeologicznej dla ułatwienia inwentaryzacji i opieki nad zabytkami na terenie kraju.
Należy zaznaczyć, że obok archeologii interesowała Łepkowskiego etnografia, budownictwo ludowe, obrzędy i obyczaje ludu. W 1853 r., w trzech numerach „Gazety Warszawskiej”, w ramach cyklu „Notatki z podróży archeologicznej po Galicyi”, opublikował list zatytułowany Z pod Babiej Góry d. 28 sierpnia 1853 r. Obok samego opisu Babiej Góry przedstawił w nim budownictwo ludowe górali, stroje góralskie, obyczaje pasterskie itp., a dzięki spotkanemu podczas wycieczki Feliksowi Berdauowi, botanikowi, pionierowi badań nad florą Tatr, zanotował również szereg informacji botanicznych
W uznaniu działalności badacza w 1852 powołano Łepkowskiego na członka Towarzystwa Naukowego Krakowskiego i zlecono mu zinwentaryzowanie zbiorów przy Bibliotece Uniwersytetu Jagiellońskiego. Między 1856 a 1857 rokiem odbył on w celach naukowych podróż po krajach niemieckich oraz Francji, co było źródłem inspiracji do napisania rozprawy pt. „Broń sieczna w ogóle i w Polsce uważana archeologicznie”. Przedstawił ją na dwóch posiedzeniach Oddziału Archeologii i Sztuk Pięknych TNK w  latach 1856 i 1857.
W roku 1857 został przewodniczącym komisji wyłonionej z Oddziału Archeologii do oddzielenia kolekcji Towarzystwa od zbiorów uniwersyteckich, prace ukończono w roku 1864 zaś Muzeum Towarzystwa zostało przeniesione do nowej siedziby już w 1861 roku (chociaż wtedy nie była jeszcze ukończona). W 1857 roku Wileńska Komisja Archeologiczna połączona z Muzeum Starożytności w Wilnie mianowała Józefa Łepkowskiego swym członkiem rzeczywistym. W lutym 1858 r. został jednym z członków komitetu do organizacji Wystawy Starożytności, którą miało przygotować Towarzystwo. W latach 1862–1870 Józef Łepkowski piastował funkcje wiceprezesa Oddziału Archeologii i Sztuk Pięknych, forsował wtedy poglądy, iż do głównych zadań stawianych przed archeologią jest konserwacja i opieka nad zabytkami. W latach sześćdziesiątych XIX wieku obok sprawowanych stanowisk badacz ten wyróżniał się ogromem pracy indywidualnej, uratował wiele zabytków i przeprowadził wiele badań wykopaliskowych na terenach całej Polski, którym poświęcił wielką liczbę rozpraw naukowych.
W roku 1863 Józef Łepkowski habilitował się na Uniwersytet Uniwersytecie Jagiellońskim w zakresie archeologii średniowiecznej z zastosowaniem do zabytków słowiańskich i polskich. Dwa lata później otrzymał tytuł doktora filozofii oraz jako docent prywatny prowadził wykłady z historii sztuki średniowiecznej. W październiku 1866 został mianowany profesorem nadzwyczajnym i w tym samym roku zaczął organizować Gabinet Archeologiczny przy Uniwersytecie, oddając na jego potrzeby własne zbiory. Początkowo działalność Gabinetu była mocno ograniczona finansowo oraz brakiem odpowiedniego miejsca (dopiero w 1871 roku badacz uzyskał stały lokal na parterze ówczesnej Biblioteki Jagiellońskiej, przyznany mu przez Senat uczelni). Gabinet Archeologiczny za życia Łepkowskiego stał się jednym z najważniejszych ośrodków naukowych ówczesnej polskiej archeologii, wzbudzał również znaczne zainteresowanie wśród badaczy zagranicznych.
W 1875 roku badacz został mianowany profesorem zwyczajnym archeologii, dzięki czemu na Uniwersytecie Jagiellońskim powstała pierwsza na ziemiach polskich katedra specjalizująca się w tej dziedzinie naukowej, natomiast Łepkowskiemu otworzono drzwi do dalszej kariery badawczej. W latach 1877–78 był Dziekanem Wydziału Filozoficznego, a w roku akademickim 1885/86 Rektorem UJ. Równocześnie (dzięki staraniom Jana Matejki) został powołany na stanowisko docenta w Szkole Sztuk Pięknych, w której prowadził w latach 1877–91 wykłady z historii sztuki.
Od 1875 r. pełnił funkcję c.k. konserwatora zabytków w Galicji Zachodniej. W 1888 r. przewodniczył I Zjazdowi Konserwatorów Galicyjskich w Krakowie, na którym powołano Grona Konserwatorów Zachodniej i Wschodniej Galicji. Łepkowski został pierwszym przewodniczącym
Grona Konserwatorów Galicji Zachodniej i pełnił tę funkcję do śmierci w 1894 r. W roku 1876 badacz został mianowany rządowym konserwatorem zabytków sztuki dla miasta Krakowa, przyczynił się tutaj do restauracji wielu zabytków, dzięki jego staraniom krypcie pod kościołem św. Michała na Skałce zostały pochowane prochy Długosza w 400. rocznicę śmierci wielkiego kronikarza.
W latach 1876–1883 Józef Łepkowski był dyrektorem Muzeum Książąt Czartoryskich w Krakowie.
Józef Łepkowski jako badacz, publicysta oraz konserwator zabytków na przestrzeni wielu lat nawiązał dużo bardzo ważnych znajomości dla rozwoju archeologii w Polsce. Był członkiem towarzystw naukowych w: Wilnie, Wiedniu, Królewcu, Norymberdze, Poznaniu, Berlinie, Dreźnie, Pradze, Wrocławiu i in. Jego publikacje dotykały najróżniejszych problemów, w swoich pracach zdołał poruszyć niemal wszystkie zagadnienia dotyczące dziejów i kultury Polski. Za pomocą swoich badań i licznych podróży przyswajał polskiej nauce wyniki badań prowadzonych w innych częściach Europy. Był to jeden z ostatnich przedstawicieli nauki o starożytnościach pojmowanej jako jedna całość. Jedną z jego największych zasług dla archeologii polskiej była jej popularyzacja na tle międzynarodowym oraz pośród młodych pasjonatów.
W październiku 1893 Józef Łepkowski, ze względu na stan zdrowia złożył prośbę o zwolnienie go z obowiązków profesora Uniwersytetu i dyrektora Gabinetu Archeologicznego, a także z obowiązków konserwatora. W kilka miesięcy później zmarł i został pochowany na cmentarzu Rakowickim w Krakowie w grobowcu rodzinnym, w kwaterze Ł. Swoim życiem i pracą naukową podłożył podwaliny pod archeologię rozumianą jako nauka, a także przyczynił się do rozwoju historii sztuki. O wielkości tego uczonego może również świadczyć fakt, że data jego śmierci została przez Józefa Kostrzewskiego uznana za granicę między dwoma okresami historii polskich badań archeologicznych.
W latach 1860–1894 był członkiem honorowym Poznańskiego Towarzystwa Przyjaciół Nauk. Był również jednym z autorów haseł do 28 tomowej Encyklopedii Powszechnej Orgelbranda z lat 1859–1868. Jego nazwisko wymienione jest w I tomie z 1859 roku na liście twórców zawartości tej encyklopedii.

## Dorobek autorski
1. Ułamek z podróży archeologicznej po Galicyi, odbytej w r. 1849[9] (wraz z Józefem Jerzmanowskim) [w:] "Biblioteka Warszawska" 1850, tom 3;
2. Listy z Tatrów, [w:] "Dodatek Literacki do Czasu", 1850;
3. Listy z Galicji [w:] "Czas" 1851;
4. Listy z podróży archeologicznej po Galicji. Jasielskie [w:] "Gazeta Warszawska" 1852;
5. Notatki z podróży archeologicznej po Galicji. Obwód wadowicki [w:] "Gazeta Warszawska" 1853.